# إنجر إلفيلدت
إنجر إلفيلدت (ولدت في 14 يوليو 1956) هي مؤلفة سويدية، رسامة ومترجمة.وُلدت في ستوكهولم في عام 1956.

## الحياة الشخصية
وُلدت إلفيلدت في ستوكهولم عام 1956. كان والدها مهندسًا وكانت والدتها ربة منزل. كان والدها يحكي لها قصص قبل أن يذهب للعمل في الصباح، لكنه عانى أيضا من الأكتئاب وتم علاجة بالعلاج الكهربائي. الوضع في المنزل انعكس على إلفيلدت، تم تخويفها في المدرسة وعانت من الوسواس القهري الذي يضر بالنفس. كشخص بالغ حاولت عدة علاجات واستقرت أخيرا على تدريب زين والتأمل.

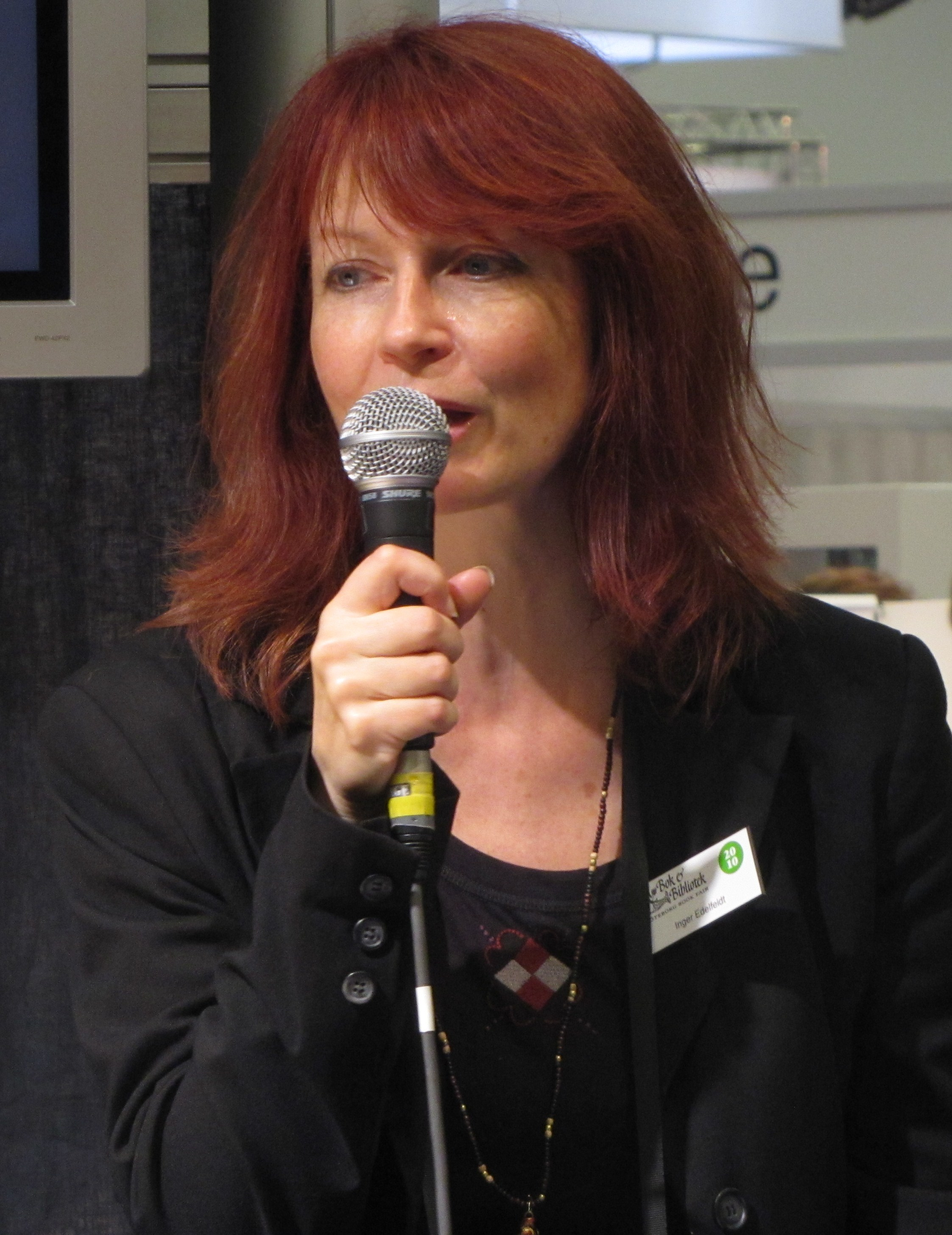
إنجر إلفيلدت

## المهنة
ظهرت إلفيلدت لأول مرة في عام 1977 مع كتاب الفتى الجيد. تدور الرواية حول الصبي جيم الذي يشعر بالوحدة ويؤكد نفسه من خلال التفوق في المدرسة. تم إعادة صياغة الكتاب في وقت لاحق إلى كتاب للشباب، وتعتبره واحدة من أوائل الروايات المُباعة في السويد. وقد كتبت أكثر من 30 كتابًا منذ ذلك الحين، ومعظمها روايات وقصص قصيرة وكتب شعرية وكتب فكاهية وكتب للأطفال والشباب. تدور روايات إلفيلدت الصغيرة للشباب حول مواضيع مثل الهوية وجهود التحرير. موضوع آخر شائع هو الطبيعة المزدوجة للإنسان، وصورة المرآة والجانب المظلم من حياة طيبة. تكتب في العديد من الأنماط مثل الهجاء والحكاية والدراما وقد وصفت بأنها سهلة القراءة بشعور خاص من الفكاهة.
«[إلفيلدت] ... هو هجين بين أستريد ليندغرين وفرانز كافكا».
- جوران هاج، محاضر في العلوم الأدبية 
إلفيلدت هي فنانة درست نفسها بنفسها وتقول إن أعمالها مستوحاة من أعمال ليوناردو دا فينشي وأرثر راكهام وموريس سنداك. [بحاجة لمصدر] عملت كمصورة منذ عام 1976. قدمت ألوان مائية لطبعة 1985 تقويم تولكين في الولايات المتحدة والمملكة المتحدة.

## في وسائل الإعلام الأخرى
في عام 1995، تم بث مسلسلها على التلفزيون السويدي Nattens barn («أطفال الليل»)، بعد رواية إديلفيلت الصغيرة Julliane och jag («جوليان وأنا»). تم إخراج المسلسل من قبل ليزا أولين.

## الجوائز
- 1987 - جائزة أدب الشباب الألماني للرسالة إلى ملكة الليل [13]
- 1989 - دبلومة ادامسون من أكاديمية سيري السويدية[14]
- 1991 - جائزة سفينسكا داجبلاديت الأدبية [15]
- 1993 - زمالة الأدب والفن ABF [8]
- 1995 - جائزة غوتنبرغ بوستن الأدبية. [8]
- 1995 - نيلس هولجرسون الترسبات للقصة القصيرة (الجاذبية الأرضية)[15]
- 1996 - جائزة دوبلوج[15]
- 1996 - جائزة كارل فينبرغ [16]
- 1997 - جائزة ايفار لو جوهانسون الشخصية [15]
- 1998 - جائزة لودفيج نوردستروم [9]
- 1999 - منحة غوستاف فرودينغ [8]

## روابط خارجية
- إنجر إلفيلدت على موقع IMDb (الإنجليزية)